# Wonderwall
Wonderwall är en låt av den brittiska rockgruppen Oasis, skriven av bandets gitarrist Noel Gallagher. Enligt Gallagher beskriver låten en påhittad vän som kommer och räddar dig från dig själv. Låten släpptes som tredje singel från deras andra album (What's the Story) Morning Glory?, i oktober 1995.  
Wonderwall toppade listorna i Australien, Nya Zeeland och Spanien, och placerade sig på topp 10 i bland annat Kanada, USA, Storbritannien och Irland. Singeln certifierades med trippel platina av British Phonographic Industry och med guld av Recording Industry Association of America. 
Det är för närvarande den mest streamade singeln från 90-talet på Spotify, och den mest streamade låten som släpptes innan år 2000. Det är fortfarande en av gruppens mest populära låtar, och många artister har även gjort covers på låten, till exempel Ryan Adams (2003), och Brad Mehldau (2008).

## Bakgrund
Från början gick låten under titeln "Wishing Stone". Noel Gallagher berättade för tidningen NME 1996, att "Wonderwall" var skriven för hans dåvarande flickvän (senare fru), Meg Mathews. Efter att paret gick skilda vägar 2001, sa Gallahger dock att låten inte handlade om Mathews: 
| ”                | The meaning of that song was taken away from me by the media who jumped on it, and how do you tell your Mrs it's not about her once she's read it is? It's a song about an imaginary friend who's gonna come and save you from yourself. | „ |
| – Noel Gallagher | |   |

## Inspelning och komposition
Låten spelades in i Rockfield Studios i Wales, under en tvåveckorsperiod, då banded spelade in låtarna till Morning Glory albumet i maj 1995. Owen Morris producerade låten på en halv dag, tillsammans med Noel Gallagher. De använde en teknik, kallad för "brickwalling" för att öka intensiteten i låten.
Liam Gallagher sjunger på "Wonderwall", eftersom Noel bett honom välja mellan "Wonderwall" eller en annan singel från albumet, "Don't Look Back in Anger". "Wonderwall" är skriven i tonarten F♯ moll, och Gallaghers röstomfång i låten sträcker sig från E3 till F♯4.

## Liveframföranden
Noel premiärspelade låten på brittisk TV Channel 4 den 24 juni 1995, backstage på Glastonburyfestivalen. Låten framfördes inte av bandet, då de spelat som huvudband kvällen innan.
I augusti 2002 ändrade Noel arrangemanget på låten då låten framfördes live, då han blivit mycket influerad av Ryan Adams cover på låten. Det arrangemanget är ofta förekommande när bandet framfört låten, men innan bandet turné 2008-09 användes återigen originalarrangemanget, med fullt komp av bandet, och Liam Gallagher på sång och elgitarr. Under samma turné ändrade bandet åter arrangemanget, denna gång till en halvakustiska version, med arrangemang liknande studioversionen.

## Musikvideo
Låtens musikvideo filmades av Nigel Dick, tillsammans med DOP Ali Asad under den korta period då basisten Paul "Guigsy" McGuigan lämnat bandet på grund av utmattningssyndrom, och Scott McLeod ersatt honom. Videon har över 200 miljoner visningar på Oasis officiella YouTubekanal, vilket gör den till den mest populära Oasisvideon på Internet.

## Skivomslag
Singelns omslagsfotografi inspirerades av målningar av den belgiske surrealistkonstnären René Magritte, och togs i Primrose Hill i norra London av Michael Spencer Jones. Handen som håller ramen tillhör art directorn Brian Cannon. Originalidén var att ha Liam inuti ramen, men Noel använde vetorätt under tiden som fotograferingen ägde rum. Istället användes Anita Heryet, som var anställd på Creation Records som omslagsmodell.

## Medverkande
- Liam Gallagher – sång, tamburin
- Noel Gallagher – akustisk och elektrisk gitarr, piano, bas
- Paul "Bonehead" Arthurs – mellotron, akustisk gitarr
- Alan White – trummor

## Låtlista
Alla låtar är skrivna och komponerade av Noel Gallagher om inte annat anges. 
| 1.           | Wonderwall     | 4:18  |
| 2.           | Round Are Way  | 5:42  |
| 3.           | The Swamp Song | 4:19  |
| 4.           | The Masterplan | 5:23  |
| Total längd: | Total längd:   | 19:52 |

| 1.           | Wonderwall                                           |                  | 4:14  |
| 2.           | Round Are Way                                        |                  | 5:41  |
| 3.           | Talk Tonight                                         |                  | 4:11  |
| 4.           | Rockin' Chair                                        |                  | 4:33  |
| 5.           | I Am the Walrus (Live at Glasgow Cathouse June 1994) | Lennon–McCartney | 8:14  |
| Total längd: | Total längd:                                         | Total längd:     | 26:53 |